# Liga Nacional de Básquet 1990
La Liga Nacional de Básquet de 1990 fue la sexta edición del máximo certamen argentino en ese deporte. En esta temporada el campeón fue Atenas de Córdoba, que logró además su tercer título nacional.
Además de los descendidos Boca Juniors, Pacífico de Bahía Blanca y Estudiantes Concordia, Provincial de Rosario declinó participar nuevamente en la Liga, por ello esta fue la primera temporada con catorce equipos. Los descendidos fueron reemplazados por Gimnasia de Comodoro Rivadavia y GEPU de San Luis.
Por su carácter de transitiva, la liga se disputó con un formato "corto" durante enero y julio del mismo año, donde los participantes se enfrentaron todos contra todos una vez como local y otra como visitante. Terminada esta ronda, se jugaron reclasificación, cuartos de final, semifinales y final, las tres últimas con series al mejor de cinco partidos.

## Posiciones finales
| Equipo | Equipo                         | PJ | PG | PP | Pts |
| ------ | ------------------------------ | -- | -- | -- | --- |
| 1.°    | Atenas                         | 37 | 29 | 8  | 66  |
| 2.°    | Sport Club Cañadense           | 37 | 26 | 11 | 63  |
| 3.°    | Independiente (N)              | 34 | 19 | 15 | 53  |
| 4.°    | Estudiantes (BB)               | 34 | 18 | 16 | 52  |
| 5.°    | Echagüe (Paraná)               | 31 | 19 | 12 | 50  |
| 6.°    | Gimnasia (Comodoro Rivadavia)  | 31 | 18 | 13 | 49  |
| 7.°    | San Andrés                     | 34 | 17 | 17 | 51  |
| 8.°    | Olimpo (BB)                    | 35 | 15 | 20 | 50  |
| 9.°    | Peñarol                        | 30 | 16 | 14 | 46  |
| 10.°   | Gimnasia y Esgrima (Pergamino) | 29 | 14 | 15 | 43  |
| 11.°   | Ferro Carril Oeste             | 29 | 13 | 16 | 42  |
| 12.°   | GEPU                           | 29 | 12 | 17 | 41  |
| 13.°   | River Plate                    | 29 | 6  | 23 | 35  |
| 14.°   | Club Ciclista Olímpico         | 29 | 2  | 27 | 31  |

|  |                           |
|  | Finalistas del certamen.  |
|  | Descienden a la "Liga B". |

## Semifinales y final
Referencia: Básquet Plus.
|  | Cuartos de final | Cuartos de final | Cuartos de final     |                   |     | Semifinales | Semifinales | Semifinales          |   |  | Final | Final | Final |  |
|  |                  |                  |                      |                   |     |             |             |                      |   |  |       |       |       |  |
|  |                  |                  |                      |                   |     |             |             |                      |   |  |       |       |       |  |
|  |                  |                  |                      |                   |     |             |             |                      |   |  |       |       |       |  |
|  |                  |                  |                      |                   |     |             |             |                      |   |  |       |       |       |  |
|  |                  |                  |                      |                   |     |             |             |                      |   |  |       |       |       |  |
|  |                  | 1.°              | Sport Club Cañadense | 3                 |     |             |             |                      |   |  |       |       |       |  |
|  |                  |                  |                      | 3                 |     |             |             |                      |   |  |       |       |       |  |
|  |                  |                  | n.°                  | Independiente (N) | 0   |             |             |                      |   |  |       |       |       |  |
|  |                  |                  | n.°                  | Independiente (N) | 0   |             |             |                      |   |  |       |       |       |  |
|  |                  |                  |                      |                   |     |             |             |                      |   |  |       |       |       |  |
|  |                  |                  |                      |                   |     |             |             |                      |   |  |       |       |       |  |
|  |                  |                  |                      |                   |     |             | 1.°         | Sport Club Cañadense | 0 |  |       |       |       |  |
|  |                  |                  |                      |                   |     |             |             |                      | 0 |  |       |       |       |  |
|  |                  |                  | 2.°                  | Atenas            | 3   |             |             |                      |   |  |       |       |       |  |
|  | 2.°              | Atenas           | 2.°                  | Atenas            | 3   | 3           |             |                      |   |  |       |       |       |  |
|  | 2.°              | Atenas           |                      |                   |     |             |             |                      |   |  |       |       |       |  |
|  | n.°              | Olimpo (BB)      | 2                    |                   |     |             |             |                      |   |  |       |       |       |  |
|  | n.°              | Olimpo (BB)      | 2                    |                   | 2.° | Atenas      | 3           |                      |   |  |       |       |       |  |
|  |                  |                  |                      |                   | 2.° | Atenas      | 3           |                      |   |  |       |       |       |  |
|  |                  |                  | n.°                  | Estudiantes (BB)  | 0   |             |             |                      |   |  |       |       |       |  |
|  | n.°              | Echagüe          | n.°                  | Estudiantes (BB)  | 0   | 2           |             |                      |   |  |       |       |       |  |
|  | n.°              | Echagüe          |                      |                   |     |             |             |                      |   |  |       |       |       |  |
|  | n.°              | Estudiantes (BB) | 3                    |                   |     |             |             |                      |   |  |       |       |       |  |
|  | n.°              | Estudiantes (BB) | 3                    |                   |     |             |             |                      |   |  |       |       |       |  |
|  |                  |                  |                      |                   |     |             |             |                      |   |  |       |       |       |  |

### Final
| 25 de mayo | Sport Club Cañadense               | 72–89       | Atenas                            | Cañada de Gómez                                                                   |  |  |
|            | Marcador por tiempos: 37-43, 35-46 |             |                                   |                                                                                   |  |  |
|            | Estadísticas Michael Wilson 18     | Reporte Pts | Estadísticas 21 Marcelo Milanesio | Pabellón: Estadio Florencio Varni Árbitros: * Eduardo Alagastino * Obdulio Zelada |  |  |
| Serie: 0-1 |                                    |             |                                   |                                                                                   |  |  |
|            |                                    |             |                                   |                                                                                   |  |  |

| 27 de mayo | Sport Club Cañadense               | 59–72       | Atenas                                        | Cañada de Gómez                                                                  |  |  |
|            | Marcador por tiempos: 35-31, 24-41 |             |                                               |                                                                                  |  |  |
|            | Estadísticas Clarence Hanley 23    | Reporte Pts | Estadísticas 19 Luis González y Thomas Jordan | Pabellón: Estadio Florencio Varni Árbitros: * Alberto García * Jorge Rubinsztein |  |  |
| Serie: 0-2 |                                    |             |                                               |                                                                                  |  |  |
|            |                                    |             |                                               |                                                                                  |  |  |

| 1 de junio | Atenas                             | 78–72       | Sport Club Cañadense            | Córdoba                                                                                |  |  |
|            | Marcador por tiempos: 46-35, 32-37 |             |                                 |                                                                                        |  |  |
|            | Estadísticas Marcelo Milanesio 24  | Reporte Pts | Estadísticas 28 Clarence Hanley | Pabellón: Polideportivo General San Martín Árbitros: * Darío Rodríguez * Jorge Morillo |  |  |
| Serie: 3-0 |                                    |             |                                 |                                                                                        |  |  |
|            |                                    |             |                                 |                                                                                        |  |  |

Atenas

Campeón

Tercer título

## Plantel campeón
Referencia: Básquet Plus.
| \| Posición \| Nombre \| Nombre \| \| --------- \| ------ \| ----------------------- \| \| Base \| \| Marcelo Milanesio \| \| Base \| \| Gustavo Roque Fernández \| \| Escolta \| \| Luis «chuzo» González \| \| Alero \| \| Kennard Winchester \| \| Alero \| \| Marcos Nóbile \| \| Ala Pívot \| \| Diego Osella \| \| Pívot \| \| Thomas Jordan \| \| Pívot \| \| Carlos Cerutti \| \| Pívot \| \| Germán Filloy \| \| \| \| Germán Baralle \| \| \| \| Horacio Borghese \| \| \| \| Augusto Bussi \| \| \| \| Mario Laverdino \| \| \| \| Horacio Acastello \| |                           |                         |
| Posición | Nombre                    | Nombre                  |
| Base | Bandera de Argentina      | Marcelo Milanesio       |
| Base | Bandera de Argentina      | Gustavo Roque Fernández |
| Escolta | Bandera de Argentina      | Luis «chuzo» González   |
| Alero | Bandera de Estados Unidos | Kennard Winchester      |
| Alero | Bandera de Argentina      | Marcos Nóbile           |
| Ala Pívot | Bandera de Argentina      | Diego Osella            |
| Pívot | Bandera de Estados Unidos | Thomas Jordan           |
| Pívot | Bandera de Argentina      | Carlos Cerutti          |
| Pívot | Bandera de Argentina      | Germán Filloy           |
| | Bandera de Argentina      | Germán Baralle          |
| | Bandera de Argentina      | Horacio Borghese        |
| | Bandera de Argentina      | Augusto Bussi           |
| | Bandera de Argentina      | Mario Laverdino         |
| | Bandera de Argentina      | Horacio Acastello       |

Director Técnico:  Walter Garrone